# ATP Birmingham 1979
L'ATP Birmingham 1979  è stato un torneo di tennis giocato sul sintetico indoor. È stata la 7ª edizione dell'ATP Birmingham, che fa parte del Colgate-Palmolive Grand Prix 1979. Si è giocato a Birmingham negli Stati Uniti, dal 15 al 21 gennaio 1979.

## Campioni

### Singolare
Jimmy Connors ha battuto in finale  Eddie Dibbs con il punteggio di 6–2, 3–6, 7–5

### Doppio
Stan Smith /  Dick Stockton hanno battuto in finale  Ilie Năstase /  Tom Okker con il punteggio di 6–2, 6–3